# قلعه کافران
قلعه کافران مربوط به سده‌های اولیه و میانه دوران‌های تاریخی پس از اسلام است و در شهرستان راز و جرگلان، بخش راز، شهر راز واقع شده و این اثر در تاریخ ۱۸ شهریور ۱۳۸۷ با شمارهٔ ثبت ۲۳۲۸۴ به‌عنوان یکی از آثار ملی ایران به ثبت رسیده‌است.